# Убийство на цепнатата брадичка
Убийството с цепнатата брадичка е убийство, извършено като част от поредица от престъпления през 1944 г. и е споменато в есето на Джордж Оруел „Упадък на английското убийство“. То става известно като „убийството на цепнатата брадичка“, защото жертвата на убийството Джордж Едуард Хийт, шофьор на такси, имал разцепена брадичка.
Извършителите били Карл Хултен, роден в Швеция дезертьор от американската армия, и Елизабет Джоунс, осемнадесет годишна сервитьорка.
По-късно Джоунс казваа, че мечтаела да „направи нещо вълнуващо“ и фантазирала, че е стриптизьорка. По това време Хултен се описва като офицер и като чикагски гангстер, като и двете са лъжа.

## История
Джоунс е родена в Нийт, Уелс, през 1926 г. На тринайсетгодишна възраст тя бяга от дома си и в крайна сметка е изпратена в поправително училище, тъй като се смятала за „извън родителски контрол“.
Хултен е роден в Швеция през 1922 г. и се е записал в армията на САЩ след атаката на Пърл Харбър.
На 3 октомври 1944 г. Джоунс се среща с Хултен в магазин за чай. Връзката продължила само шест дни. През това време те се натъкват на медицинска сестра, която кара колело по селска алея и я ограбват; качват стопаджийка, повалят я в безсъзнание, ограбват я и после я хвърлят в река, за да се удави (макар че оцелява); накрая убиват шофьор на такси на име Джордж Едуард Хийт. Те ограбват Хийт вземайки 8 паунда, които похарчват на следващия ден на състезания с кучета.
Първоначално Хултен краде военен камион, който в крайна сметка изоставя, но запазва колата на убития таксиметров шофьор. След като похарчва 8-те паунда на таксиметровия шофьор, Джоунс обявила, че иска кожено палто. Хултен напада жена на улицата и се опитва да грабне палтото ѝ, но идва полицията и Хултен успява да избяга с открадната кола.
Впоследствие е заловен, защото колата все още останала в негово притежание. Междувременно Джоунс отива в полицията и признава за престъпленията, за да облекчи съвестта си. По време на процеса те свидетелстват един срещу друг. И двамата са признати за виновни в убийството на Хийт и осъдени на смърт чрез обесване.  Хултън е екзекутиран в затвора в Пентънвил на 8 март 1945 г., докато Джоунс е помилвана и освободена през май 1954 г. Последвалата ѝ съдба е неизвестна, въпреки че сериал 1 епизод 6 от телевизионния сериал „Убийствени карти“ съобщава за смъртта ѝ като настъпила през 1980 година.
Помилването предизвика известни противоречия, защото много хора считат престъпленията за страхливи и дори предателски в контекста на разрушената от войната Великобритания, където всички се събираха, за да се обединяват срещу общ враг. „ТРЯБВА ДА БЪДЕ ОБЕСЕНА“ било изписано с графити на няколко места в родния град на Джоунс. Редица препратки към убийството се появяват в съвременния дневник на Артър Василий Котъл (1917 – 1994), криптоаналитикът на парк Блетчли. Те варират от избухването на неговата хазяйка: „Г-жа Рийд, която силно скърбяла, за това, че Джоунс била помилвана“, до казаното на саме от граждански служител на Министерството на външните работи в Блечли, Одри Клеър Стобарт цитирано като: „Клеър става много остроумна – по-конкретно забележката ѝ за мъже, които искат да се оженят за Джоунс, защото ще бъде по-безопасно от карането на такси“. (J. and J. Hodsdon (eds), A Grand Gossip: The Bletchley Park Dnevnik of Basil Cottle 1943 – 1945, (Hobnob Press, 2017), pp. 126 – 7, сряда 7-четвъртък, 8 март 1945 г.).

## Културни препратки
Филм на име „Чикаго Джо и шоугърлът“ е направен през 1990 г. по историята, режисирана от Бърнард Роуз, написана от Дейвид Ялоп и с участието на Емили Лойд като Елизабет Джоунс, Кийфър Съдърланд като Карл, и Патси Кенсит.